# Strada statale 38 dir/A dello Stelvio

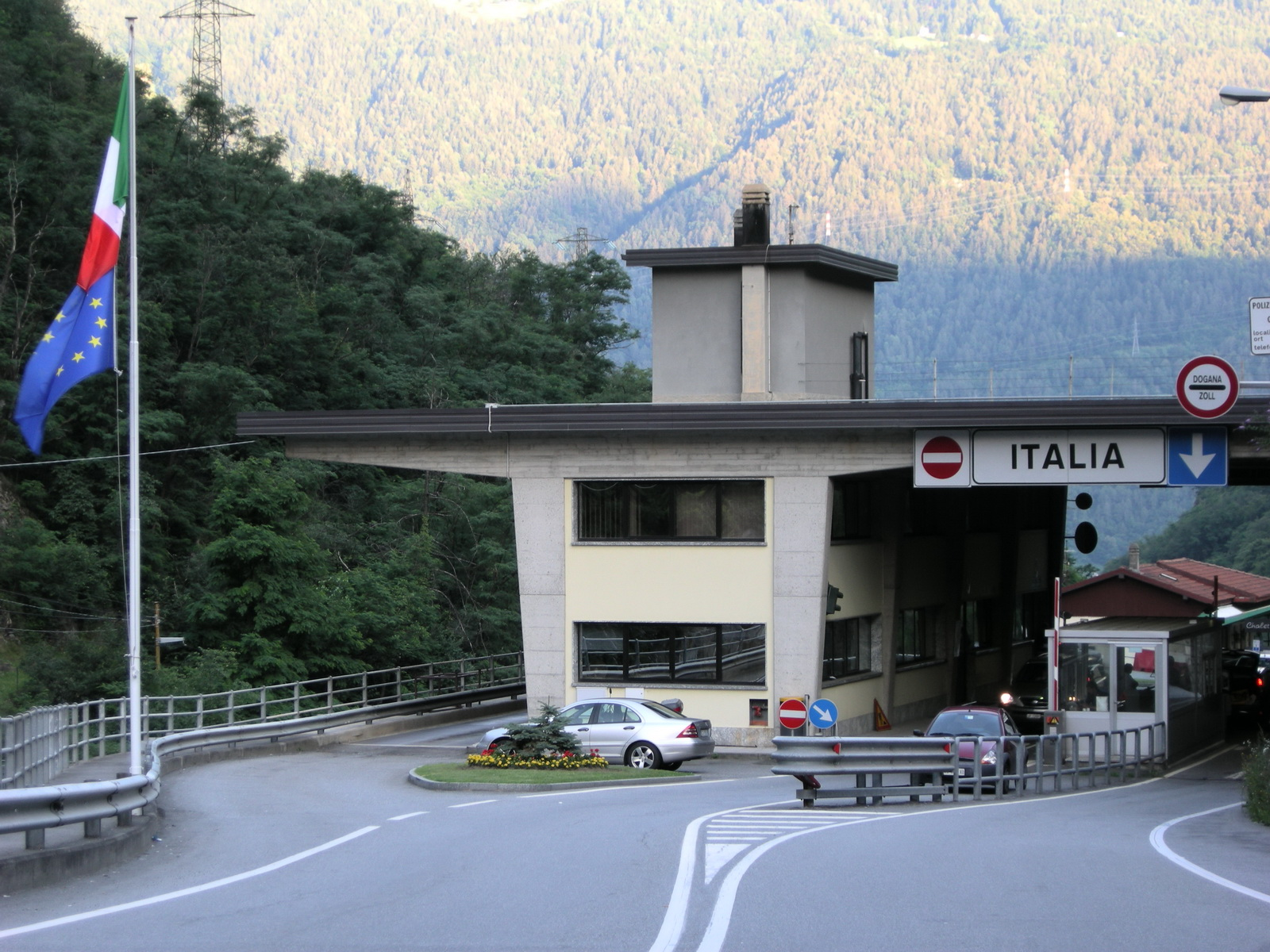
Il confine italo-svizzero presso Campocologno

La strada statale 38 dir/A dello Stelvio (SS 38 dir/A) è una strada statale italiana.

## Storia
La strada venne istituita nel 1928 come diramazione della SS 38 con il seguente percorso: "Diramazione dalla Madonna di Tirano al confine svizzero verso Poschiavo."

## Percorso
La strada statale 38 dir/A ha origine dalla SS 38 presso il santuario della Madonna di Tirano, alla periferia dell'omonimo centro abitato; si dirige quindi verso nord abbandonando l'abitato e raggiungendo in breve il confine elvetico presso Campocologno, oltre il quale prosegue come strada principale 29.
La strada ha una lunghezza di 1,700 chilometri ed è interamente gestita dal Compartimento di Milano.